# Forte de Cacheu

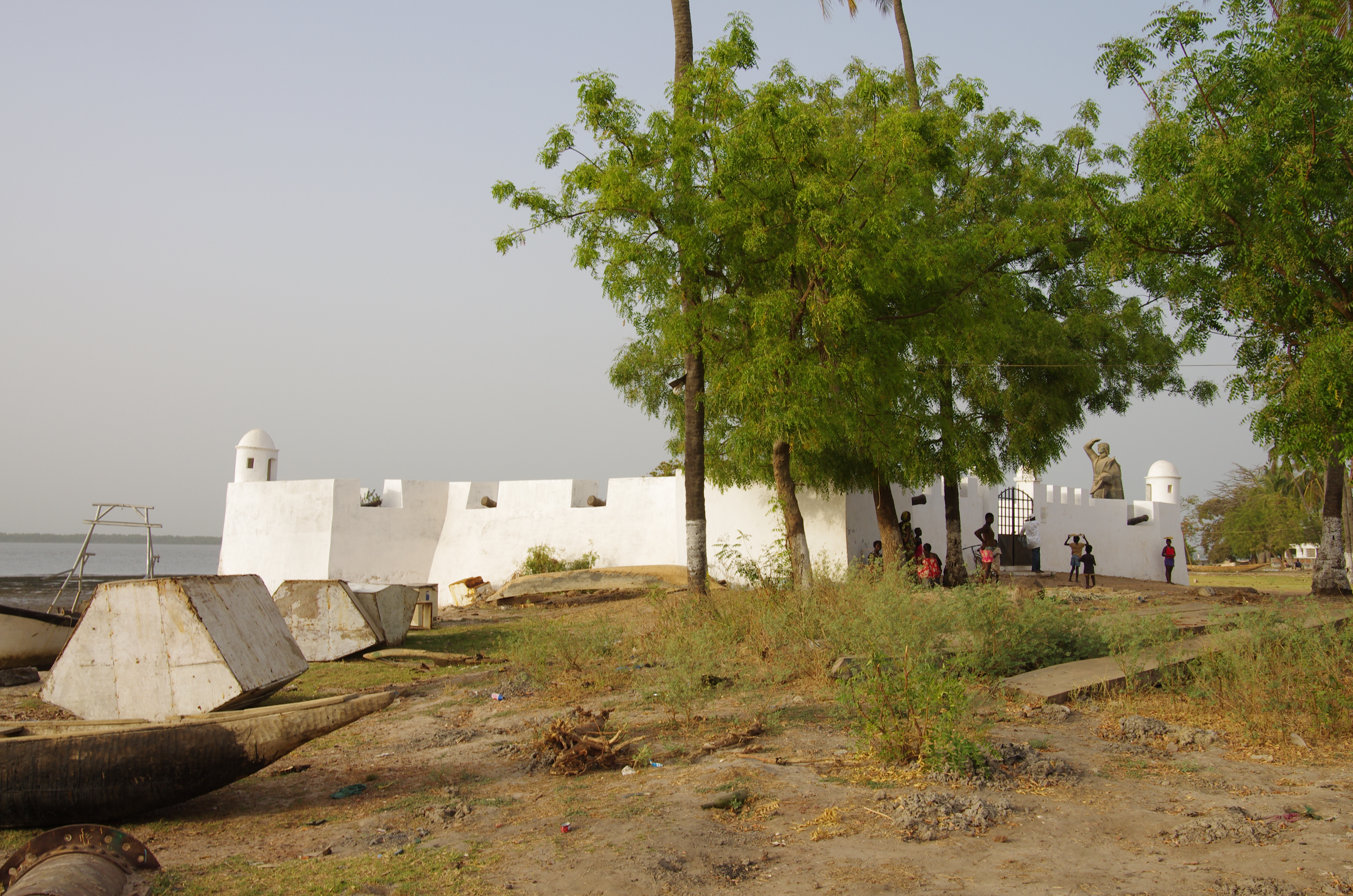

O Forte de Cacheu, também referido como Fortim de Cacheu ou Reduto de Cacheu, localiza-se junto à foz do rio Cacheu, na cidade de Cacheu, região de Cacheu, no Noroeste da Guiné-Bissau.

## História
O estabelecimento de uma fortificação em Cacheu remonta a 1588 por Manuel Lopes Cardoso com a função de defesa da primeira feitoria fundada na região. Além de assegurar a presença militar Portuguesa, constituía-se em importante apoio ao comércio de tecidos manufaturados, marfim e escravos.
Para incentivar esse comércio foi fundada no Reino a Companhia de Cacheu (1675), que, a 19 de Maio de 1676 teve os seus privilégios confirmados pela Coroa, a saber: o direito de tráfico na costa da Guiné e no arquipélago de Cabo Verde, assim como de escravos para a Metrópole, os domínios do Ultramar e a América Espanhola. Cessou as suas atividades em 1682.
Administrativamente, a região foi dependente de Cabo Verde até à criação da província da Guiné Portuguesa, em 1879.
O forte encontra-se ilustrado em um selo postal português de 1946, da série comemorativa do "5.º Centenário da Descoberta da Guiné", com o valor facial de 30 centavos de escudo.
Os trabalhos de recuperação do antigo forte colonial foram desenvolvidos de Janeiro a Março de 2004, com recursos da ordem de cem mil Euros, disponibilizados pela União das Cidades Capitais de Língua Oficial Portuguesa (UCCLA). Visando assegurar a sua utilização como área de lazer e cultura, além de promoção do turismo, foram promovidas a reurbanização de seu interior, onde foram instalados diversos equipamentos de lazer e recolocadas as estátuas dos navegadores portugueses Gonçalves Zarco e Nuno Tristão, os primeiros europeus a atingir as costas da Guiné, no século XV. Nas antigas edificações de serviço foram instaladas uma biblioteca e salas de convívio.

## Características
O forte, de pequenas dimensões, apresenta planta na forma de um rectângulo, com 26 metros de comprimento por 24 metros de largura, com pequenos baluartes nos vértices. As muralhas, em pedra argamassada, apresentam cerca de quatro metros de altura por um de espessura. Encontrava-se artilhado com dezasseis peças. O Portão de Armas, com mais de um metro e meio de largura, é o seu único acesso.